# Samurai Gunman ~ Zan Za Zaan
Samurai Gunman ~ Zan Za Zaan é uma canção de Hironobu Kageyama lançada em single pela UEP Systems em 19 de março de 1999.

## Produção
A música foi produzida para ser o tema do jogo de PlayStation Rising Zan: The Samurai Gunman, e toca durante o jogo. Ela foi lançada na trilha sonora do jogo intitulada Rising Zan: The Samurai Gunman Original Soundtrack. Entretanto, este single foi produzido apenas com ela e sua versão em karaokê; esta versão foi distribuída gratuitamente para a plateia da Tokyo Game Show entre 19 e 21 de março de 1999, durante apresentações de Kageyama, um evento temáticos para o lançamento do jogo. Uma pequena diferença entre a versão do single e a da trilha sonora é a fala do próprio Kageyama na introdução da canção, cujas palavras diferem entre as duas versões.
Em 2012, com o relançamento do jogo para PlayStation 3 e PSP, uma nova promoção foi realizada. Quem postasse uma captura de tela do jogo junto com uma frase e uma hashtag específicas, concorreria a este single, além de um calendário com uma mensagem escrita pelos desenvolvedores do jogo.

## Recepção
O site Maakutsuu, em sua análise da trilha sonora, comenta sobre a canção, destacando o arranjo de Yohgo Kohno e a guitarra de Shinichiro Ishihara. Diz também que "é uma canção cheia de energia, as letras são incríveis".
Numa votação online feita pelo site Excite em 2019 para decidir as melhores músicas de Kageyama, "Samurai Gunman ~Zan Za Zaan" dividiu o quarto lugar com outras canções.

## Faixas
| Single original: |                                           |                |                |                |         |  |
| N.º              | Título                                    | Letras         | Música         | Arranjo        | Duração |  |
| 1.               | "Samurai Gunman ~ Shin Za Zaan"           | Makoto Sunaga  | Atsunori Namba | Yohgo Kohno    | 4:23    |  |
| 2.               | "Samurai Gunman ~ Shin Za Zaan (Karaokê)" | instrumental   | A. Namba       | Y. Kohno       | 4:23    |  |
| Duração total:   | Duração total:                            | Duração total: | Duração total: | Duração total: | 8:46    |  |